# سارا لا فونتين
سارا لا فونتين (بالفرنسية: Sara La Fountain)‏ هي طباخة وكاتبة طبخ وإعلامية ومصممة أمريكية فنلندية ولدت في يوم 22 أبريل 1981 في سانتا باربارا في كاليفورنيا لأب أمريكي فرنسي وأم فنلندية، قدمت عدة برامج للطبخ على قناة ناشيونال جيوغرافيك أبوظبي.

## الحياة
ولدت في كاليفورنيا لأب أمريكي فرنسي وأم فنلندية، والدها هو صاحب مطعم وفندق في نيويورك ووالدتها هي فنانة، بعد انفصال والديها عاشت مع والدتها في فنلندا وهناك تزوجت من النحاة كوستي كورونين. في سنة 2005 بدأت بتقديم برامج الطبخ، أولها على قناة إم تي في 3 في فنلندا، سرعان ما نالت شهرتها في عدة دول أوروبية، فقدمت في برنامج A Perfect Day in Sara's Kitchen في سنة 2005. هي أيضاً مختصة في تصميم الأواني والأوعية، كما سبق لها العمل كعارضة أزياء أثناء المراهقة.

## روابط خارجية
- سارا لا فونتين على موقع IMDb (الإنجليزية)